# Djinga
Djinga, maleni biljni rod iz porodice Podostemaceae, dio reda malpigijolike. Postoje dvije vrste, obje kamerunski endemi.

## Vrste
1. Djinga cheekii Ghogue, Huber & Rutish.
2. Djinga felicis C.Cusset